# Die Maske (2018)
Die Maske (Originaltitel: Twarz) ist ein polnisches Filmdrama der Regisseurin Małgorzata Szumowska, das am 23. Februar 2018 im Wettbewerb der Internationalen Filmfestspiele Berlin seine Premiere feierte. Es erzählt die auf wahren Begebenheiten beruhende Geschichte über einen jungen Außenseiter in der polnischen Provinz, an dem nach einem Unfall auf einer Baustelle die erste Gesichtstransplantation des Landes vollzogen wurde. Der Film wurde auf der Berlinale mit dem Silberner Bär/Großer Preis der Jury ausgezeichnet.

## Handlung
Jacek will eigentlich nur noch weg aus der provinziellen polnischen Kleinstadt Świebodzin, in der er aufgewachsen ist. Das spießige und bigotte Umfeld, vor allem die liebe Verwandtschaft, ist ein recht unangenehmer, rassistischer Haufen – mit Ausnahme seiner Schwester. Da gerät jemand wie er, der Heavy Metal hört, schon mal unter Satanismus-Verdacht. Leider fehlt ihm das Geld für ein neues Leben, seine Flucht zusammen mit seiner Freundin Dagmara nach London bleibt erstmal nur ein aussichtsloser Traum. Deswegen arbeitet Jacek an der nahen Großbaustelle, wo die mit 36 Metern Höhe größte Jesusstatue der Welt entstehen soll.
Ein schwerer Arbeitsunfall bringt sein Leben aus dem Gleichgewicht. Durch ein Versehen stürzt Jacek im Inneren der hohlen Statue ab und kommt knapp mit dem Leben davon. Nachdem sein Gesicht vollkommen entstellt ist, wird an Jacek unter reger Anteilnahme der polnischen Öffentlichkeit die erste Gesichtstransplantation im Land vollzogen. Als Nationalheld und Märtyrer gefeiert, erkennt er sich im Spiegel selbst nicht wieder.
Als Jacek ins Dorf zurückkehrt, bleibt er ein Außenseiter. Seine Mutter beschwert sich beim Pfarrer über diesen „Anderen“ und bittet um einen Exorzismus, Dagmara will nichts mehr von ihm wissen, die Kinder rennen an ihm vorbei und nennen ihn nur „Schweinegesicht“.
Am Ende steigt Jacek in einen Bus und fährt weg.

## Hintergrund
- Die Jesusstatue in Świebodzin gibt es tatsächlich. Sie wurde 2010 fertiggestellt und finanzierte sich ausschließlich durch Spenden.
- Der Look des Films wurde mittels der sogenannten Tilt-Shift-Ästhetik verfremdet, bei der Teile des Bildes unscharf bleiben. Dadurch wirkt die Szenerie häufig wie eine Spielzeuglandschaft.

## Kritiken
- Hannah Pilarczyk schreibt auf Spiegel online: „…so zärtlich und melancholisch wie Szumowska hier ihre Gesellschaftskritik entwickelt, ist Satire selten.“[2]
- Andreas Busche schreibt im Tagesspiegel: „Die Stärke von Szumowskas Film besteht darin, den Irrsinn, der sich momentan in Polen abspielt, mit souveräner Beiläufigkeit vorzuführen.“[3]
- Thierry Chervel schreibt im Perlentaucher: „Mit starkem Humor gesalzen, aber im Grunde ernst und intelligent.“[4]
- Für Nino Klingler von der Wochenzeitung Der Freitag ist „Die Maske“ ein Film, der „gern noch böser sein“ dürfte. Er bemängelt eine „unklare Positionierung“, weil „jede satirische Zuspitzung schnell durch eine liebevolle Charakterzeichnung gedämpft wird“.[5]
- Moritz Holfelder vom BR entdeckt in „Die Maske“ ein „bildgewaltiges Lehrstück, das wild hin- und herspringt zwischen fast dokumentarischen Aufnahmen und surreal bizarren Momenten.“[6]

## Auszeichnungen
- 68. Berlinale 2018 – Silberner Bär: Großer Preis der Jury
- Off Camera International Festival of Independent Cinema Krakau – Bester polnischer Film, bester Darsteller